# 受控词表
受控词表（controlled vocabularies）又称为控制词汇表、受控词汇表或者控制词表， 是一种对知识加以组织整理，以便后续进行检索的手段。受控词表在主题词标引方案、主题词表、叙词表、分类法以及本体等语义谱成员之中都有应用。受控词表方案强制要求采用预先确定且经过权威认定的术语，而这些术语是由词表的设计者原先选定的。相比之下，自然语言词表并没有施加此类限制。

## 图书馆与資訊科学领域
在图书馆与資訊科学领域，控制詞彙乃是一系列精心选择的词汇和短语；这些词汇和短语用于对各种各样的信息单位（文档或作品）加以标记，以便更加简便地通过搜索而获取到这些信息单位。通过确保仅仅采用一条权威术语来描述每个概念以及受控词表之中的每条权威术语仅仅描述一个概念，受控词表解决的是有关同形异义词、同义词和多义词的问题。简而言之，受控词表有助于减少正常人类语言内在所固有的歧义问题，从而保证一致性。在自然语言当中，同一概念可以有多种不同的名称。

## 标引语言
目前，标引语言主要有三种类型：
- 受控标引语言：标引员只能采用经过批准的术语来描述文档。
- 自然语言标引语言：来自所标引文档之中的任何术语均可用于描述该文档。
- 自由标引语言：可以采用任何术语（并不仅仅是那些来自所标引文档的术语）来描述所标引的文档。